# Darien (Illinois)
Darien é uma cidade localizada no estado americano de Illinois, no Condado de DuPage.

## Demografia
Segundo o censo americano de 2000, a sua população era de 22.860 habitantes.
Em 2006, foi estimada uma população de 22.600, um decréscimo de 260 (-1.1%).

## Geografia
De acordo com o United States Census Bureau tem uma área de
15,9 km², dos quais 15,7 km² cobertos por terra e 0,2 km² cobertos por água.

## Localidades na vizinhança
O diagrama seguinte representa as localidades num raio de 8 km ao redor de Darien.